# Giovanni Battista Cattaneo Della Volta
Il Serenissimo Giovanni Battista Cattaneo Della Volta (Genova, 23 giugno 1638 – Genova, 24 dicembre 1721) fu il 131º doge della Repubblica di Genova e re di Corsica.

## Biografia

### Primi anni

Stemma nobiliare dei Cattaneo Della Volta

Figlio del senatore Nicolò Cattaneo Della Volta e di Anna Maria Pallavicini, nacque a Genova il 23 giugno 1638 e fu battezzato nella chiesa di San Torpete. Ascritto nel Libro d'oro della nobiltà genovese dal 15 gennaio 1660, Giovanni Battista Cattaneo Della Volta ebbe nel 1667 il suo primo incarico istituzionale nel magistrato straordinario addetto alla protezione di vedove e orfani; nel 1669 fece parte del magistrato Visorum et Revisorum (l'organo preposto al controllo delle spese e delle provviste dello Stato); nel 1670 nel magistrato dei Revisori dei libri criminali e nel 1671 nel magistrato del Nuovo Armamento. Intorno al 1672 si trasferì da Genova per il feudo di Mallare nel val Bormida, dove amministrò il territorio in sostituzione dell'ancora minorenne cugino Filippo Cattaneo Della Volta.
E proprio nel territorio feudale mallerese ebbe modo di scoprire la congiura contro il governo genovese ordita da Raffaele Della Torre, quest'ultimo in stretto contatto con il duca Carlo Emanuele II e con un certo Angelo Maria Vico, residente a Mallare. L'amministratore Giovanni Battista Cattaneo Della Volta vide in prima persona i massicci movimenti di truppe sabaude nei vicini territori di Altare e Carcare e subito diede un'urgente informativa al Senato della Repubblica di Genova. La confessione dei congiurati Della Torre e Vico fece scoppiare nel giugno 1672 una nuova ostilità tra lo stato genovese e il Ducato di Savoia e lo stesso "signore di Mallare", dopo aver ottenuto un riconoscimento politico da Genova, fu inviato in Svizzera in qualità di ambasciatore straordinario per l'arruolamento di soldati da affiancare alle truppe genovesi.
Cattaneo Della Volta giunse a Lucerna il 4 ottobre 1672, ma ottenne udienza alla Dieta solamente il 1º dicembre e al Senato il 21 gennaio 1673: il 18 gennaio, grazie alla mediazione delle potenze europee e della Francia, già si firmava un trattato di pace tra le parti e l'ambasciatore poté quindi sciogliere a stretto giro il contratto di cooperazione militare e, il 19 marzo, partire da Zurigo alla volta di Genova.
Nella capitale genovese ricevette grandi onori dal Senato della Repubblica che, in svariate occasioni, offrì a Giovanni Battista Cattaneo Della Volta il ruolo d'ambasciatore straordinario nelle diverse corti di Roma, Milano, Parigi: ogni volta rifiutò l'impegno "di trasferta" preferendo un analogo impiego in terra genovese. Difficilmente, se non per motivi personali e d'affari, si allontanò dal feudo di Mallare ove di fatto risiedeva e che ancora gestiva per conto del cugino Filippo; il "passaggio di consegne" avvenne nel corso del 1677 con la maggiore età di quest'ultimo.
Tornò quindi stabilmente a Genova in tale anno e dal successivo adempì a diversi incarichi istituzionali: inquisitore di Stato (1678); commissario della fortezza del Priamar a Savona (1679); protettore dell'ospedale di Pammatone (nel 1680, rieletto più volte e in cui si distinse per munificenza); deputato alle Provvigioni (1682) e membro del magistrato di Guerra nel 1683 quando si accumulò la tensione con la Francia di Luigi XIV che sfociò nel bombardamento navale francese del 1684 d'innanzi la costa genovese.
Più volte sindacatore supremo tra il 1685 e il 1691, nelle elezioni (4 settembre 1691) del Gran Consiglio per il ruolo di doge la sua persona ricevette 342 voti a favore rispetto alle 307 preferenze dell'altro candidato, Bendinelli Negrone. In qualità di doge fu investito anche della correlata carica biennale di re di Corsica.

### Il dogato e gli ultimi anni

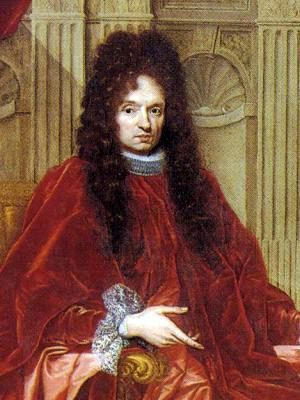
Dipinto del nobile

Il mandato del doge Cattaneo Della Volta - l'ottantaseiesimo in successione biennale e il centotrentunesimo nella storia repubblicana - fu caratterizzato dall'ordinaria amministrazione dello stato. Tra i provvedimenti più importanti: l'autorizzazione concessa alla comunità di Nervi per la costruzione del nuovo porticciolo; l'appoggio in Senato alla causa dei corallieri genovesi delle isole di Tavolara e Molara contro un possibile appalto sardo; un nuovo regolamento per i sottocancellieri e i giovani di cancelleria che, giudicato efficace, venne trasformato in decreto legislativo il 7 settembre 1694; il diniego e stroncamento della "bassetta", un gioco d'azzardo di origine francese. In politica estera cercò equamente il dialogo istituzionale e diplomatico con l'Impero, con la Francia e con il Ducato di Savoia.
Terminato il dogato il 5 settembre 1693 uscì dalla residenza biennale di palazzo Ducale per il suo palazzo nel centro storico (nei pressi della chiesa di San Torpete) e continuò a servire lo stato genovese (con il titolo di procuratore perpetuo) pressoché per altri vent'anni. Dal 1694 fece costantemente parte della giunta di Marina; fu quattro volte preside del magistrato degli Inquisitori di Stato (1695, 1697, 1700, 1702), cinque volte preside del magistrato di Guerra (1696, 1699, 1701, 1703, 1705), una volta preside del magistrato di Corsica (1698).
Nel 1713 si ritirò vita privata e a Genova morì il 24 dicembre 1721.

## Vita privata
Dal matrimonio del 3 gennaio 1675 con Maddalena Gentile ebbe i figli maschi Nicolò e Cesare (entrambi futuri dogi, uno nel 1736 e l'altro nel 1748) e le figlie Livia Maria (sposa di Giovan Battista Centurione), Benedetta, Anna Maria e Francesca, che si fecero monache.